# 남천면
남천면(南川面)은 경상북도 경산시의 면이다. 넓이는 70.53km2이고, 인구는 2006년 기준으로 4,222명이다.

## 연혁
- 신라시대 : 장산군(獐山郡)의 남쪽 마을에 속함
- 1897년 : 경산군 남면에 속함
- 1914년 3월 1일 : 부군면 통폐합에 의해 남천면으로 개칭

| 조선총독부령 제111호 | |
| 구 행정구역 | 신 행정구역                                                                                         |
| 경산군 남면 구일동, 상금동/하금동, 상대동/하대동, 산전동, 신덕동/신지동/지암동/연화동, 송천동/백천동, 신방동, 신석동, 원동, 하도동, 협석동, 덕산동/신흥동 | 남천면 구일동, 금곡동, 대명동, 산전동, 삼성동, 송백동, 신방동, 신석동, 원동, 하도동, 협석동, 흥산동 |

## 행정 구역
| 법정리 | 한자명 | 행정리           | 비고                   |
| ------ | ------ | ---------------- | ---------------------- |
| 구일리 | 九日里 | 구일리           |                        |
| 협석리 | 俠石里 | 협석리           |                        |
| 산전리 | 山田里 | 산전리           |                        |
| 대명리 | 大鳴里 | 대명1리, 대명2리 |                        |
| 신석리 | 申石里 | 신석리           |                        |
| 삼성리 | 三省里 | 삼성1리, 삼성2리 | 면 행정복지센터 소재지 |
| 금곡리 | 金谷里 | 금곡1리, 금곡2리 |                        |
| 송백리 | 松栢里 | 송백1리, 송백2리 |                        |
| 신방리 | 新方里 | 신방리           |                        |
| 흥산리 | 興山里 | 흥산1리, 흥산2리 |                        |
| 원리   | 院里   | 원리             |                        |
| 하도리 | 河圖里 | 하도리           |                        |

## 교육
- 영남사이버대학교 (협석리)